# Krystyna Gorazdowska
Krystyna Gorazdowska (sinh ngày 18 tháng 6 năm 1912 tại Warsaw, mất ngày 2 tháng 9 năm 1998 tại Krakow)   là nghệ sĩ nhiếp ảnh người Ba Lan, được vinh danh với danh hiệu Nghệ sĩ Liên đoàn nghệ thuật nhiếp ảnh quốc tế (AFIAP).  Bà là thành viên hội các nhiếp ảnh gia nghệ thuật Ba Lan, thành viên Câu lạc bộ Ảnh Warszawa.  thành viên sáng lập của Hội Nhiếp ảnh Wrocław lúc bấy giờ (nay là Hiệp hội Nghệ sĩ Nhiếp ảnh và Nghệ sĩ Nghe nhìn Dolnośląskie).

## Tiểu sử
Krystyna Gorazdowska có nhũ danh là Chróścicka, vợ của Jan Alojzy Neuman. Trước năm 1944, bà gắn bó với cộng đồng nhiếp ảnh Warszawa.  Trong những năm 1945-1952, bà gắn bó với cộng đồng nhiếp ảnh Wrocław, do đó bà sống và làm việc ngay tại Wrocław. Vào thời điểm đó, bà làm nhiếp ảnh gia cho tờ báo Naprzód Dolnośląski. Bà chụp ảnh sưu tầm các tài liệu ảnh về thiệt hại chiến tranh ở Wrocław. Trong những năm 1946-1947, bà đã thực hiện một tài liệu ảnh về công cuộc tái thiết Tòa thị chính Wrocław. Năm 1948, bà chụp ảnh tái thiết Nhà thờ St. Jana Chrzciciel tại Wrocław.   Năm 1947, bà là người đồng sáng lập Hội Nhiếp ảnh Wrocław .
Năm 1950, Krystyna Gorazdowska được kết nạp là thành viên Hội các nhiếp ảnh gia nghệ thuật Ba Lan (ID số 065). Năm 1952, bà chuyển đến Zakopane,    bà tích cực tham gia đồng sáng lập hội Nhiếp ảnh tại Zakopane. Năm 1974, bà điều hành một xưởng ảnh tại Bảo tàng Tatra ở Zakopane . Năm 1982, bà trở thành thành viên danh dự của Hiệp hội Nhiếp ảnh Wrocław. Năm 1988, bà là thành viên danh dự của ZPAF.
Ảnh của Krystyna Gorazdowska được trung bày bộ sưu tập Bảo tàng Quốc gia ở Warszawa, Bảo tàng Kiến trúc ở Wrocław, Viện Quốc gia Ossoliński tại Wrocław và Bảo tàng Lịch sử tại Wrocław . Năm 2008, tại Phòng trưng bày Nghệ thuật Quốc gia Zachęta ở Warsaw, cuộc triển lãm Ảnh Dokumentalistki – polskie fotografki XX wieku đã giới thiệu, trưng bày một vài bức ảnh do Krystyna Gorazdowska chup.

## Triển lãm cá nhân
- Dãy núi Tatra qua ống kính (Tatry przez obiektyw, Zakopane 1957);
- Triển lãm nhiếp ảnh nghệ thuật (Wystawa fotografii artystycznej, Wrocław 1958);
- Tematy tatrzańskie (Zakopane 1958);
- Tatra và Podhale (Tatry i Podhale, Krakow 1966);
- Người vùng cao (Górale, górale, Bukowina Tatrzańska 1967);

Nguồn

## Ấn phẩm (album)
- Dolina Pięciu Stawów Polskich; Warszawa 1974 (tác giả);
- Pod wierchami Tatr (đồng tác giả);
- Tatry (đồng tác giả);
- Tatry w śniegu (đồng tác giả);
- Na szczytach Tatr (đồng tác giả);
- Z biegiem Dunajca (đồng tác giả);
- Górale, górale, góralska muzyka (đồng tác giả);
- Pasterstwo Tatr Polskich i Podhala (đồng tác giả);
- Sygnały z gór (đồng tác giả);
- Encyklopedia Tatrzańska (đồng tác giả);

Nguồn